# Bernhard Slavicek
Bernhard Slavicek (* 1957) ist ein ehemaliger österreichischer Basketballspieler, Musiker und Zahnmediziner.

## Laufbahn
Die größten Erfolge des 2,04 Meter messenden, aus Wien stammenden Flügel- und Innenspielers auf Vereinsebene waren vier österreichische Staatsmeistertitel (1978, 1985, 1986, 1988), die er mit BK Klosterneuburg gewann. Der Verein schickte zeitweise mehrere Mannschaften in der höchsten Spielklasse des Landes ins Rennen.
Slavicek trat in 66 Spielen mit der Nationalmannschaft an, er nahm 1977 an der Seite von Erich Tecka, Herbert Haselbacher und anderen an der Europameisterschaft in Belgien teil.
Beruflich wurde der Wiener als Facharzt für Zahn-, Mund- und Kieferheilkunde sowie Leiter eines Zentrums für Zahnmedizin in Wien tätig. Er gehörte als Pianist zu den Gründern der Musikgruppe „Boring Blues Band“, der auch Mike Maloy angehörte.